# Jeep Wrangler
Jeep Wrangler é um veículo utilitário esportivo compacto, produzido pela Jeep desde 1987.
O Wrangler abrange quatro gerações distintas, denominadas: YJ (1987–1996), TJ (1997–2006), JK (2006–2018) e JL a partir de 2018. 